# Брбљуша (лист)
Брбљуша је шаљиви лист који је излазио у Вршцу 1909. године. Ниједан примерак листа није сачуван.

## Издавање и штампање
Брбљуша је имала поднаслов "Лист за шалу" и излазила је једном недељно. Издавач листа био је Пера Васиљевић Раца, а штампан је у штампарији Милана Петка Павловића у Вршцу. 

## Сарадници
Међу сарадницима овог листа били су Милан и Јован Петко Павловић и Пера Васиљевић.